# Sepsis violacea
Sepsis violacea – gatunek muchówki z rodziny wońkowatych i podrodziny Sepsinae.
Gatunek ten opisany został w 1826 roku przez Johanna Wilhelma Meigena.
Muchówka o ciele długości około 3,5 mm, ubarwionym błyszcząco czarno. Głowę jej cechują pojedyncza para bardzo słabo rozwiniętych szczecinek orbitalnych i policzki znacznie niższe od oka złożonego. Tułów ma bardzo dobrze rozwinięte szczecinki mezopleuralne, dobrze rozwinięte dwie pary  szczecinek śródplecowych i na całej długości biało porośnięte sternopleury. Skrzydła mają odseparowane tylne i przednie komórki bazalne oraz ciemnią plamkę u szczytu żyłki radialnej R2+3. Odnóża są czerwonożółte, niekiedy przyciemnione. Samiec ma spodnią stronę ud przednich odnóży na odcinku między środkową grupą kolców a wierzchołkiem zaopatrzoną w 1–2 kolce z guzkami. Golenie tylnej pary odnóży samic pozbawione są szczecinek anterodorsalnych. Odwłok u obu płci jest w całości błyszcząco czarny, a tergit drugi ma zespolony z pierwszym i wyposażony w długie włoski po bokach.
Spotyka się ją na odchodach.
Owad znany z prawie wszystkich krajów Europy, w tym z Polski, a ponadto z Afryki Północnej oraz palearktycznej i orientalnej Azji.